# Jakob Crusius
Jakob Crusius (eigentlich Jakob Kruse; * in Rostock; † 9. April 1597 in Ribnitz) war ein deutscher lutherischer Theologe. Als Superintendent von Stralsund setzte er sich für die freie Entwicklung der Kirchengemeinde ein.

## Leben
Jakob Crusius war nach seinem Studium an der Universität Rostock zunächst Hofprediger am pommerschen Herzogshof in Wolgast. Ab dem 17. Oktober 1563 war er Pastor an der St.-Marienkirche in Greifswald. Damit verbunden war eine Professur der Theologie an der Universität Greifswald, deren Rektor er 1565/1566 war.
Im Jahr 1570 ging er nach Stralsund, wo er Pastor der Nikolaikirche wurde und das Amt des Superintendenten übernahm. In dieser Position geriet er in einen langjährigen Streit mit dem Generalsuperintendenten Jacob Runge. Es ging dabei zum einen um das von der Stadt gewollte Privileg eines eigenen Stralsunder Konsistoriums mit einem vom Generalsuperintendenten unabhängigen Oberpfarrherrn und zum anderen um den Widerstand gegen die Konkordienformel und das Streben der Gemeinde nach größerer Unabhängigkeit vom landesherrlichen Kirchenregiment. Crusius gehörte zu den Gegnern der in Pommern üblichen Praxis der Pfarrwitwenversorgung.
Auf einer Synode in Wolgast im Jahr 1581 wurden 40 seiner Thesen verurteilt, was 1583 durch eine Versammlung von Theologen in Stettin bestätigt wurde. Er bekämpfte in seiner Schrift Bericht von vier Stücken, die er 1583 einer Eingabe an den Herzog Ernst Ludwig von Pommern beilegte, den von Runge eingeführten Katechismus. Mit der Veröffentlichung seiner Schrift Kirchen-Regiment und Kirchen-Ordnung von Gott gestiftet erreichte der Konflikt 1585 seinen Höhepunkt. Schließlich wurde Jakob Crusius 1586 auf der pommerschen Synode in Barth auf Betreiben des Herzogs, der sich auf die Seite Runges stellte, als „Streitschürer“ und wegen „Verletzung des Amtes und der Gewalt, welche den christlichen Fürsten und der christlichen Obrigkeit gebühre“ aus dem Amt entlassen und des Landes verwiesen.
Jakob Crusius reiste anschließend über Lübeck nach Riga, von wo er sich vergeblich darum bemühte, nach Pommern  zurückkehren zu können. Schließlich übernahm er eine Pfarrstelle im mecklenburgischen Ribnitz, wo er 1597 starb.

## Schriften
- Bericht von vier Stücken. 1583
- Kirchen-Regiment und Kirchen-Ordnung von Gott gestiftet. Nach gesunder Lere unser Zeit Symbolorum und Patrum, wieder D. Jacob Rungen, seine papistische und falsche Gegenlehre, von genannten beyden Stücken, sampt etlichen Ursachen, Warumb das erste von Gott sey, das Rungische aber nicht. Ursel 1585